# Karen Spärck Jones
Karen Ida Boalth Spärck Jones FBA (Huddersfield, 26 agosto 1935 – Willingham, 4 aprile 2007) è stata un'informatica inglese che ha ideato la funzione di peso tf-idf, una tecnologia che è alla base dei più moderni motori di ricerca.

## Biografia
Karen Boalth Spärck Jones è nata a Huddersfield, nello Yorkshire. Suo padre era Owen Jones, un insegnante di chimica, e sua madre era Ida Spärck, una norvegese che si trasferì in Gran Bretagna durante la Seconda Guerra Mondiale. Lasciarono la Norvegia su una delle ultime barche rimaste dopo l'invasione tedesca del 1940.
Spärck Jones fu educata nella scuola elementare di Huddersfield e dopo al Girton College, dal 1953 al 1956, in Storia ed un anno aggiuntivo in Filosofia. È stata per breve tempo un'insegnante, prima di passare all'informatica. Durante la sua carriera nell'informatica, ha fatto un'intensa campagna affinché più donne potessero entrare nel settore informatico. Si è sposata con il collega di Cambridge, l'informatico Roger Needham, che è morto nel 2003.
Karen Spärck Jones è morta il 4 aprile 2007 a Willingham nel Cambridgeshire.

## Carriera
Ha lavorato all'unità di ricerca linguistica di Cambridge dai tardi anni 50, successivamente ha lavorato presso il laboratorio di informatica di Cambridge dal 1974 al 2002, ricoprendo anche l'incarico di docente di computer e di informatica, che ha ottenuto nel 1999. Ha continuato a lavorare nel laboratorio di informatica fino a poco prima la sua morte. I suoi principali interessi di ricerca, sin dai tardi anni 50, furono l'elaborazione del linguaggio naturale e l'information retrieval. Uno dei suoi più importanti lavori fu la funzione di peso tf-idf (term frequency–inverse document frequency), molto importante nell'information retrieval, che ha introdotto in un articolo del 1972. È usato in molti motori di ricerca oggi, come parte dello schema di ponderazione.
C'è una conferenza annuale BCS nata in sua memoria.
Nell'agosto 2017, l'Università di Huddersfield ha ribattezzato uno degli edifici del campus in suo onore. Precedentemente conosciuto come il Canalside West, il palazzo Spärck Jones ospita la sezione di computazione ed ingegneria.

### Onorificenze
- Membro della British Academy della quale fu presidente nel 2000 al 2002[11]
- Membro AAAI[12]
- Membro dell'ECCAI[12]
- Presidente dell'Association for Computational Linguistics nel 1994[12]

### Premi
- Gerard Salton Award (1988)[13]
- ASIS&T Premio di Merito (2002)
- Fellow dell'Association for the Advancement of Artificial Intelligence (AAAI) (1993)[14]
- Premio alla carriera ACL (2004)[15]
- BCS Lovelace Medal (2007)[12]
- ACM - AAAI Allen Newell Award (2006)[12]
- ACM Women's Group Athena Award (2007)[16]

## Premio Karen Spärck Jones
Per commemorare i suoi risultati, dalla British Computer Society e dal suo Information Retrieval Specialist Group (BCS IRSG) è stato creato il Karen Spärck Jones Award, nel 2008, sponsorizzato da Microsoft Research.